# Links (serie)
Links es una serie de videojuegos de golf desarrollados inicialmente por Access Software y por Microsoft Game Studios tras su adquisición por esta.
Esta serie fue el principal éxito de Access durante muchos años (desde 1990 hasta 2003). En este periodo se publicaron gran cantidad de versiones del juego y extensiones (que contenían campos y golfistas adicionales principalmente) para PC y MAC. Posteriormente, en 2003 se publicó una versión para Xbox.
En 2004 Microsoft vendió el estudio de la empresa en Salt Lake City a Take-Two Interactive. Esta lo renombró Indie Built pero en 2006 lo cerró. En la actualidad parece improbable que se produzcan más versiones del juego.

## Versiones
Algunas de las versiones que se publicaron fueron:
- Microsoft Links LS 2000[4]
- Links Championship Edition[5]
- Links 2003[6]

## Curiosidades
A pesar de ser un juego con marcado acento estadounidense, tuvo varios detalles referentes a España:
- Se recreó el campo de Valderrama[7] tras ser sede dicho campo de la Ryder Cup de 1997.

- La versión 2001 del juego usó al golfista español Sergio García en su portada[8] tras su fantástica actuación en el PGA Championship de 1999 en el que quedó segundo por detrás de Tiger Woods.